# Partido judicial de Villalba
El Partido judicial de Villalba es uno de los 45 partidos judiciales en los que se divide la comunidad autónoma de Galicia, siendo el partido judicial n.º 4 de la provincia de Lugo, de los nueve partidos judiciales que tiene dicha provincia.
Comprende las localidades de :
Begonte, Cospeito, Guitiriz, Muras, Villalba, Germade.